# Collection Peter Mullin
 (septembre 2024).
La collection Peter Mullin ou musée de l'automobile Mullin (Mullin Automotive Museum en anglais) est un des dix plus importants musées d'automobiles de collection rares et de prestige du monde, « temple de la haute couture automobile » (avec la collection automobile de Ralph Lauren)[source secondaire nécessaire], fondé en 2010 à Oxnard en Californie par le milliardaire américain Peter Mullin. Il est entièrement consacré aux automobiles françaises de la période Art déco des années 1920 et 1930, avec plus de cent modèles exposés en parfait état de restauration, avec une prédilection pour Bugatti et Avions Voisin.

## Historique
Peter Mullin (avec son épouse Merle), financier milliardaire californien, fondateur du cabinet d'assurance « Mullin TBG », se prend de passion pour les automobiles de collection françaises d’exception des années 1920 et 1930 en découvrant une Delahaye 135 MS carrossée par Henri Chapron (la plus belle chose qu’il lui ait été donné de voir, selon lui). Il commence alors à collectionner, restaurer et exposer sa propre collection entièrement consacrée à la période Art déco de l’industrie automobile française (summum de « l’art et du design du XXe siècle » selon lui). Il fonde son musée en 2010 dans le bâtiment de l'ancien musée Otis Chandler, dans un décor reconstitué du salon automobile de Paris de 1930.
La collection privilégie les modèles Bugatti (achetés pour la plupart aux frères Schlumpf, fondateurs de la collection Schlumpf de Mulhouse[réf. nécessaire]) avec en particulier une des voitures les plus chères du monde, la Bugatti Type 57SC Atlantique de 1936 dessinée par Jean Bugatti, estimée à plus de 30 millions de dollars.
Le musée expose également des modèles Citroën, Delage, Delahaye, Hispano-Suiza, Voisin, Talbot Lago, Peugeot ... ainsi que les designers en carrosserie Jean-Henri Labourdette, Figoni & Falaschi, Henri Chapron, Gangloff, Vanvooren, Letourneur & Marchand et Jacques Saoutchik ...
Au deuxième étage, le musée expose des œuvres d'art de membres de la famille Bugatti avec du mobilier de Carlo Bugatti, des sculptures de Rembrandt Bugatti et des œuvres d'art de Lydia Bugatti etc.
À la suite du décès de Peter Mullin le 18 septembre 2023, le musée doit fermer en février 2024 et la collection être dispersée ; quatre voitures ont déjà été données au Petersen Automotive Museum situé à Los Angeles : la Talbot-Lago T150 CS « Goutte d’Eau » de 1937, une Hispano-Suiza H6B « Xenia » par Dubonnet, la Delahaye 165 et la Delahaye 145.

## Galerie
En 2012, dix modèles emblématiques de la collection sont exceptionnellement exposés au 37e salon Rétromobile, Porte de Versailles à Paris.

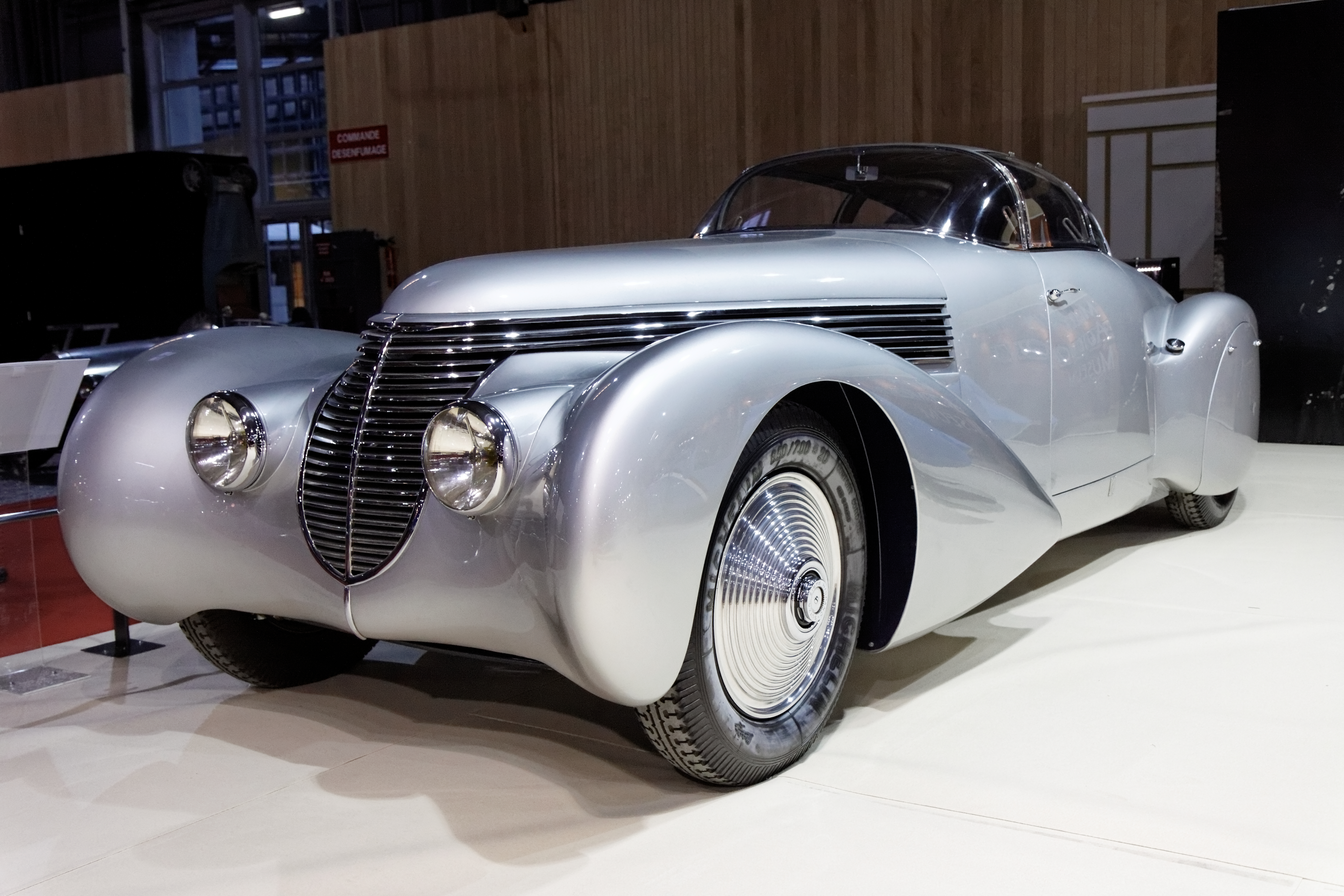
Hispano-Suiza H6 Xenia Saoutchik de 1938.
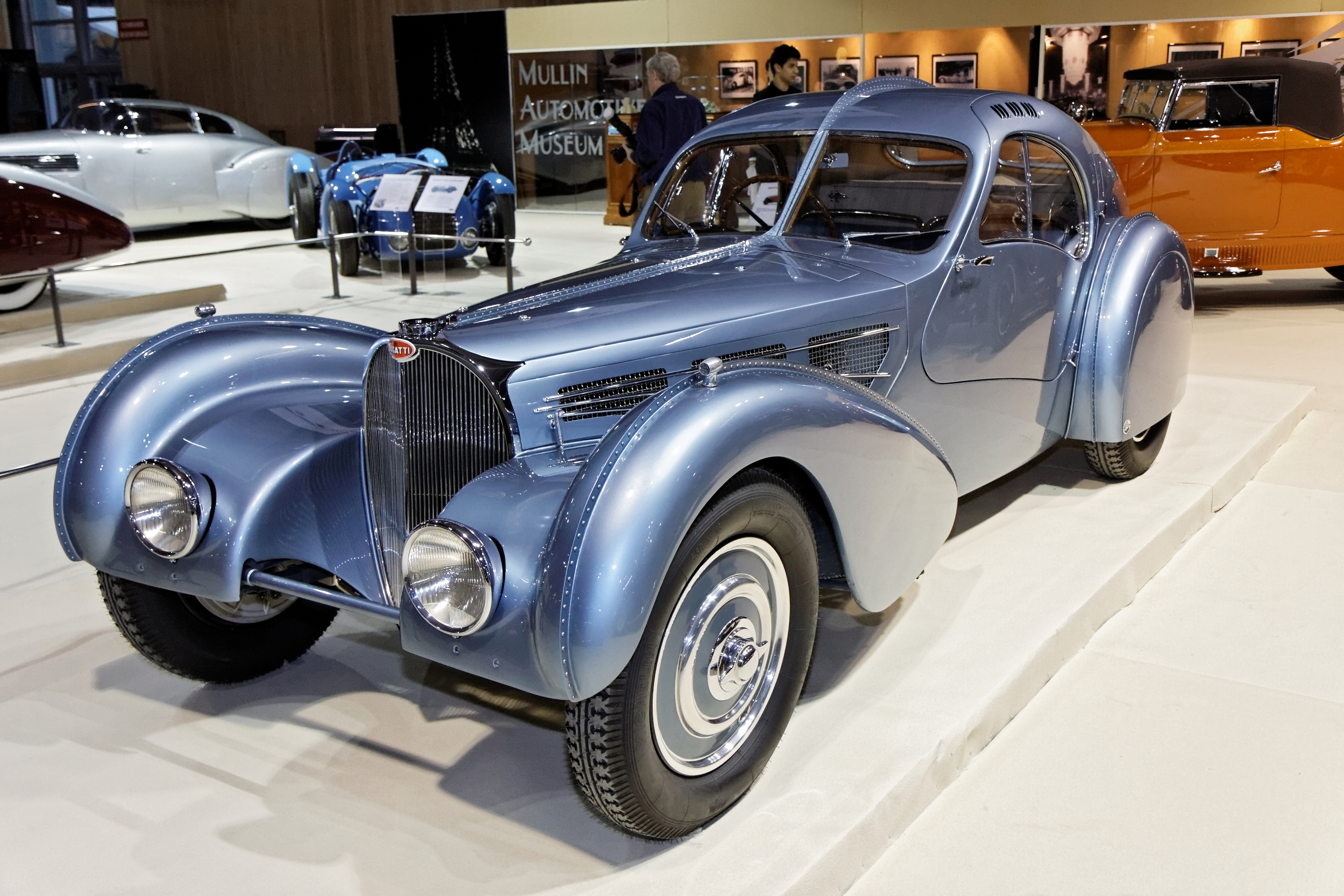
Bugatti Type 57SC Atlantique de 1936.
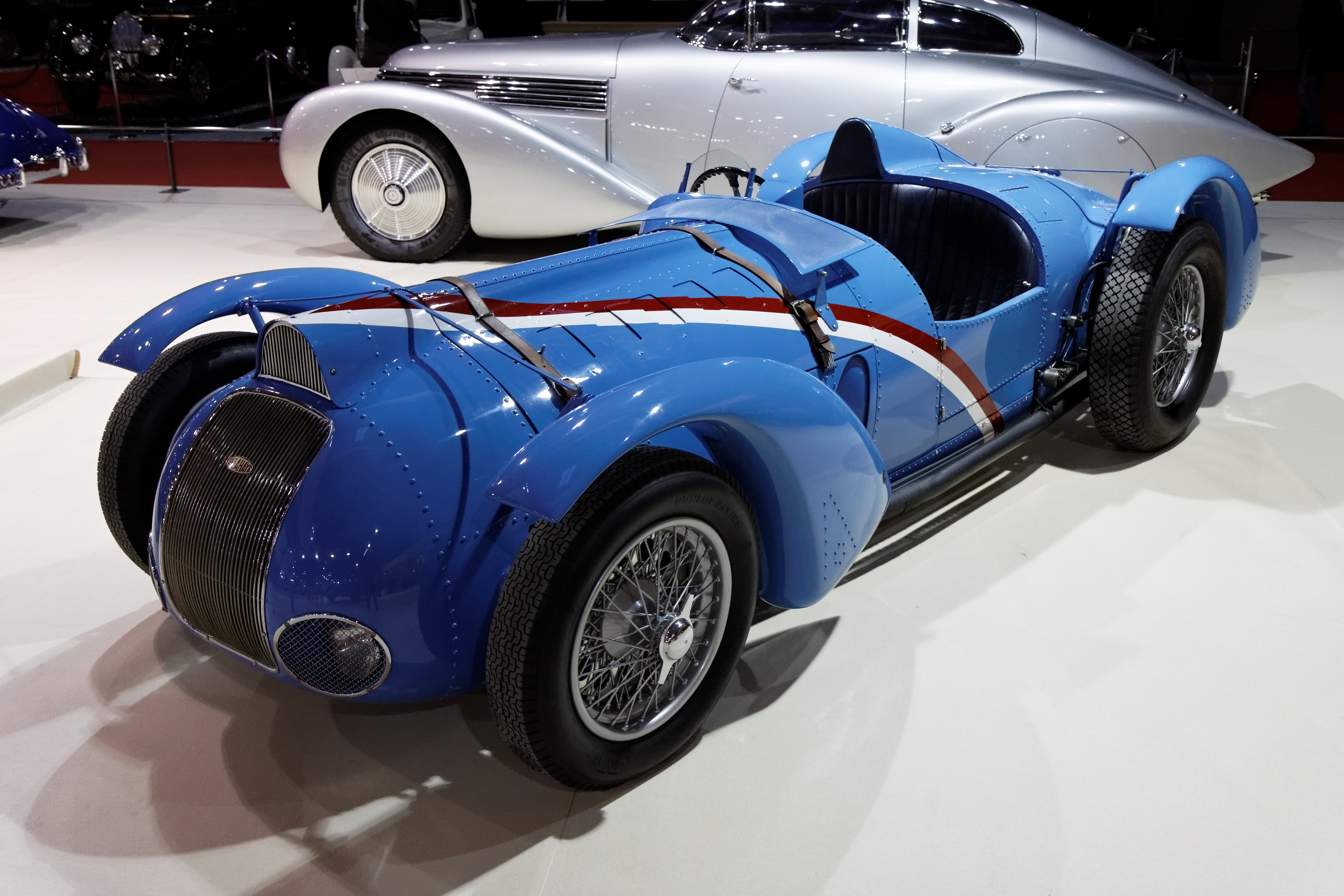
Delahaye Type 145 « Grand Prix » de 1937.
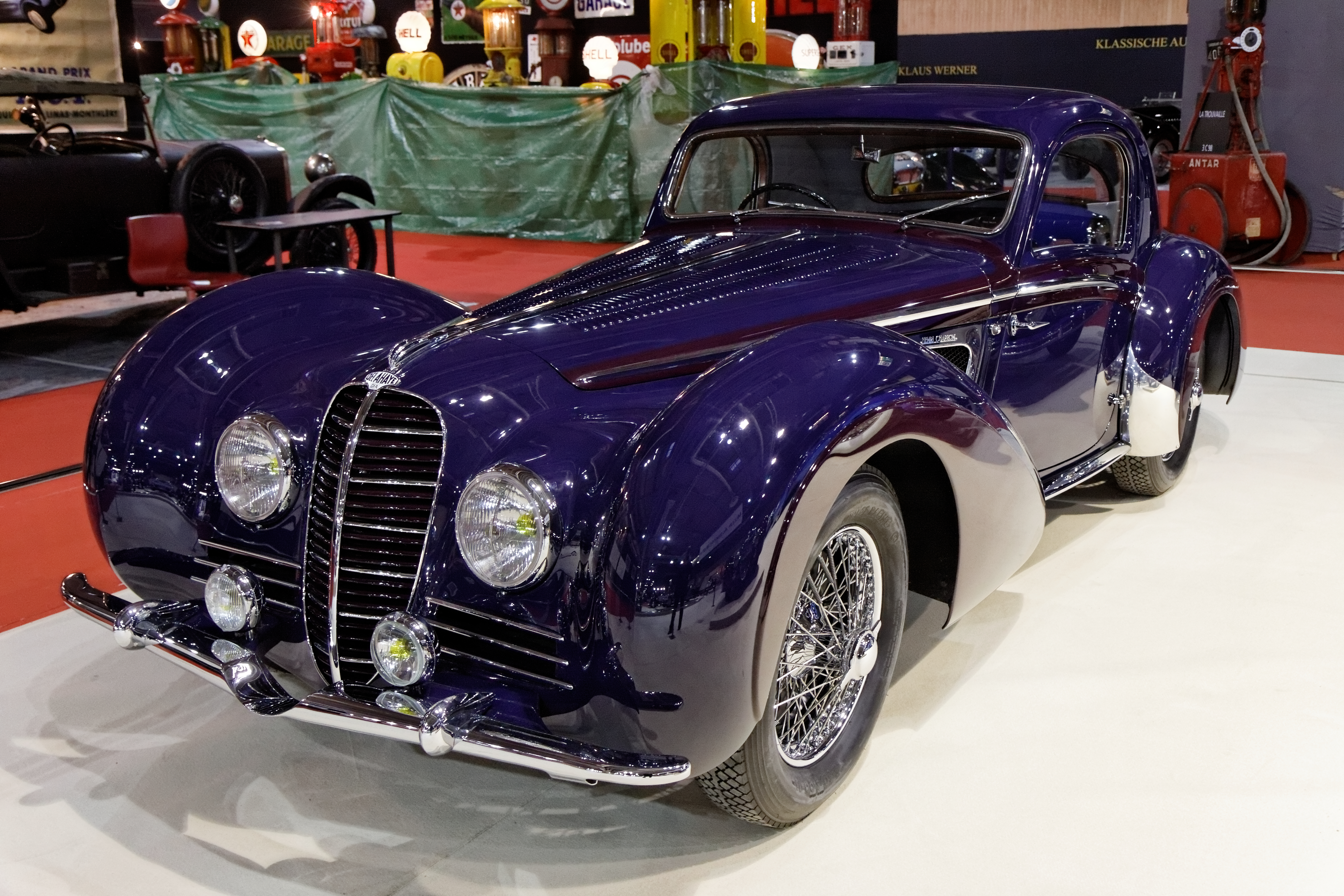
Delahaye Type 145 Chapron de 1937.
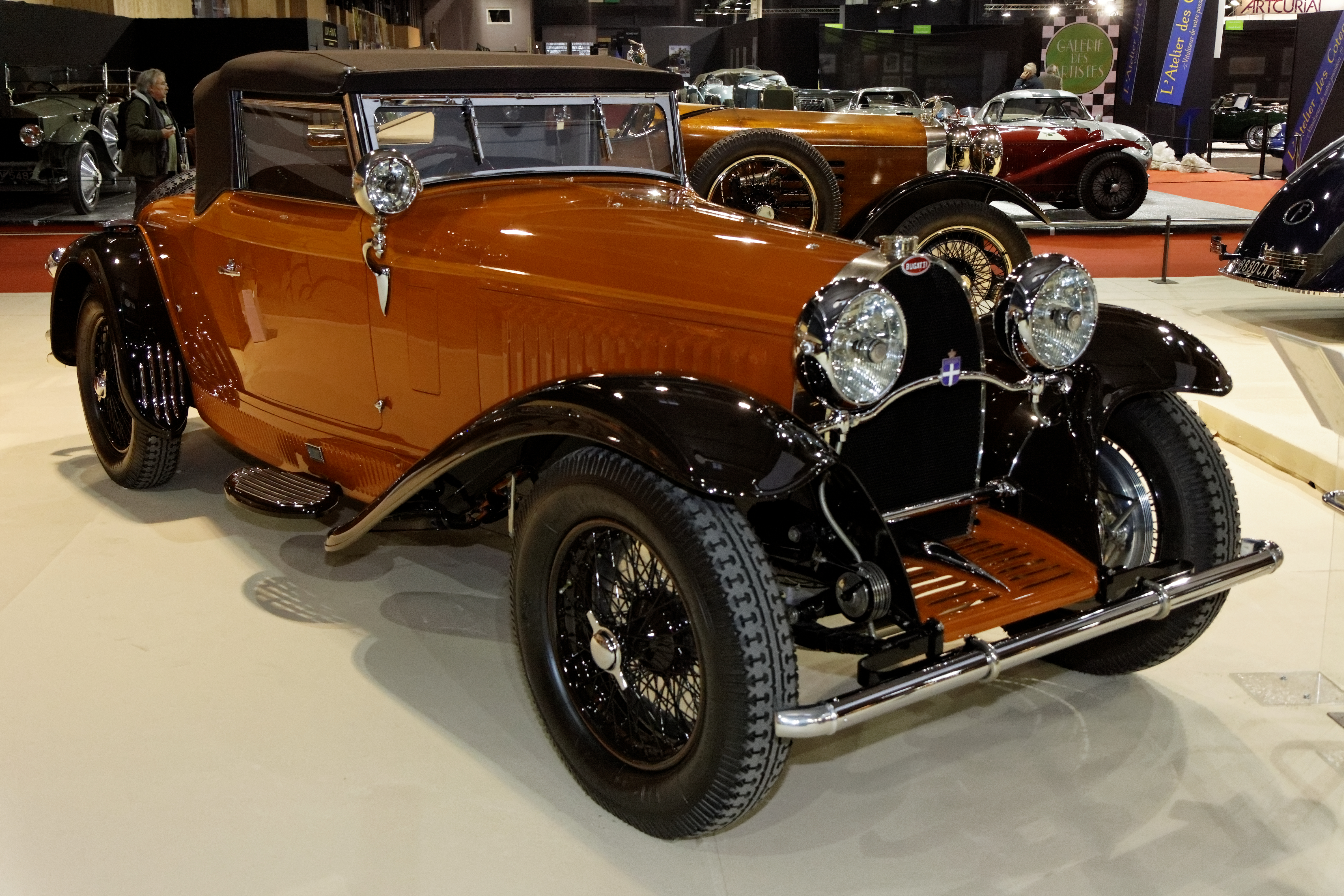
Bugatti Type 46 cabriolet De Villars de 1929.
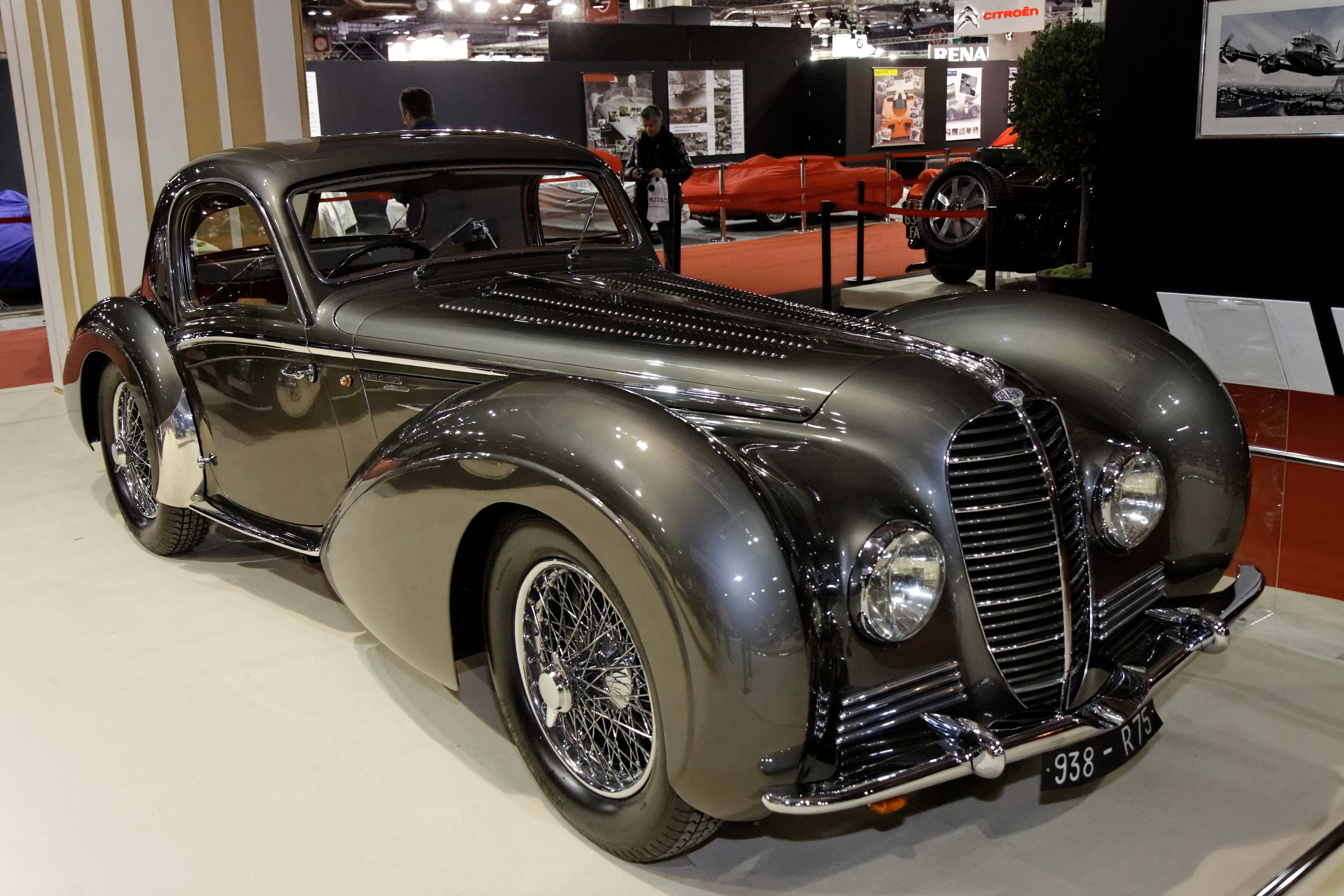
Delahaye Type 145 Chapron de 1938.
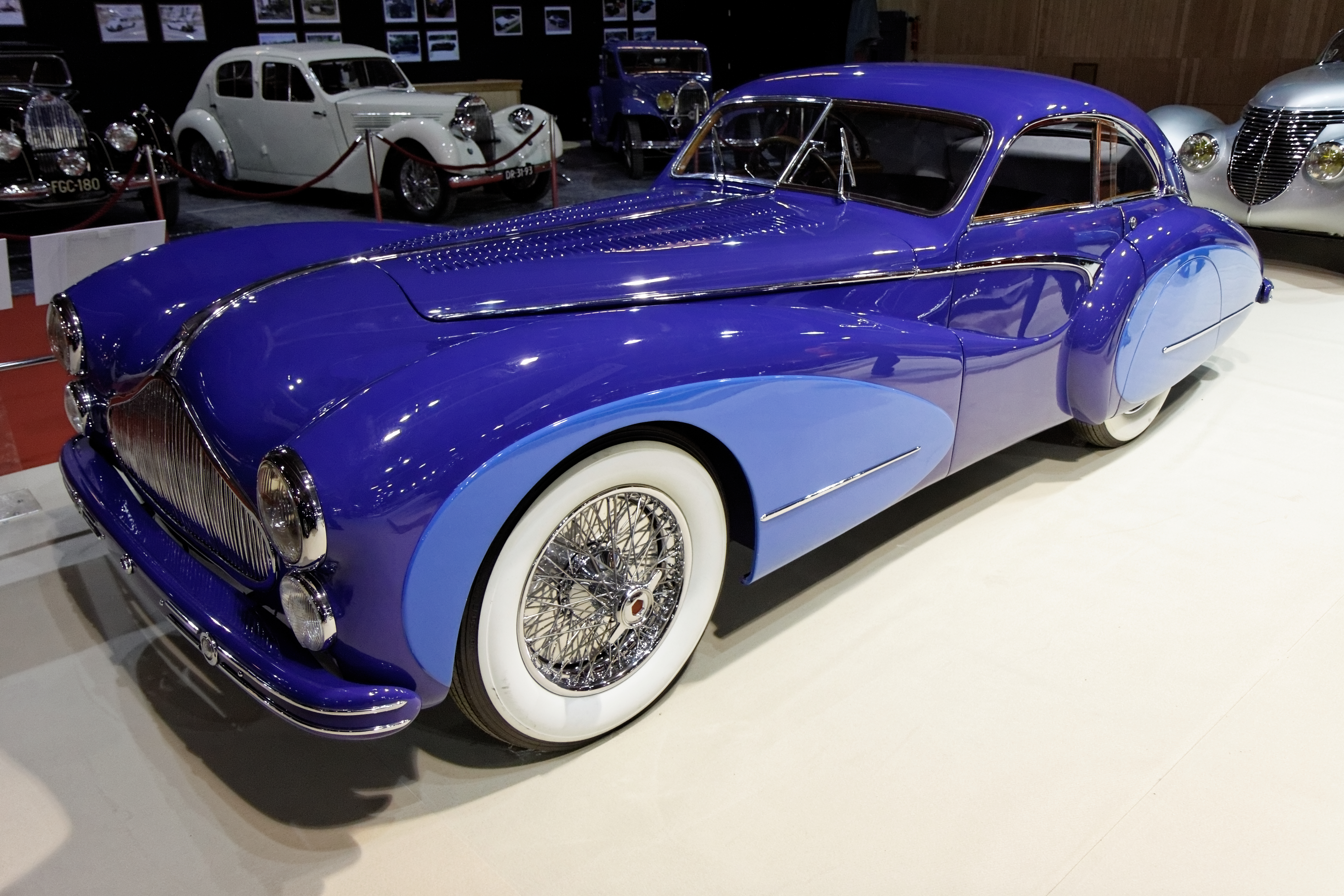
Talbot Lago Type 26 Grand Sport Saoutchik de 1947.
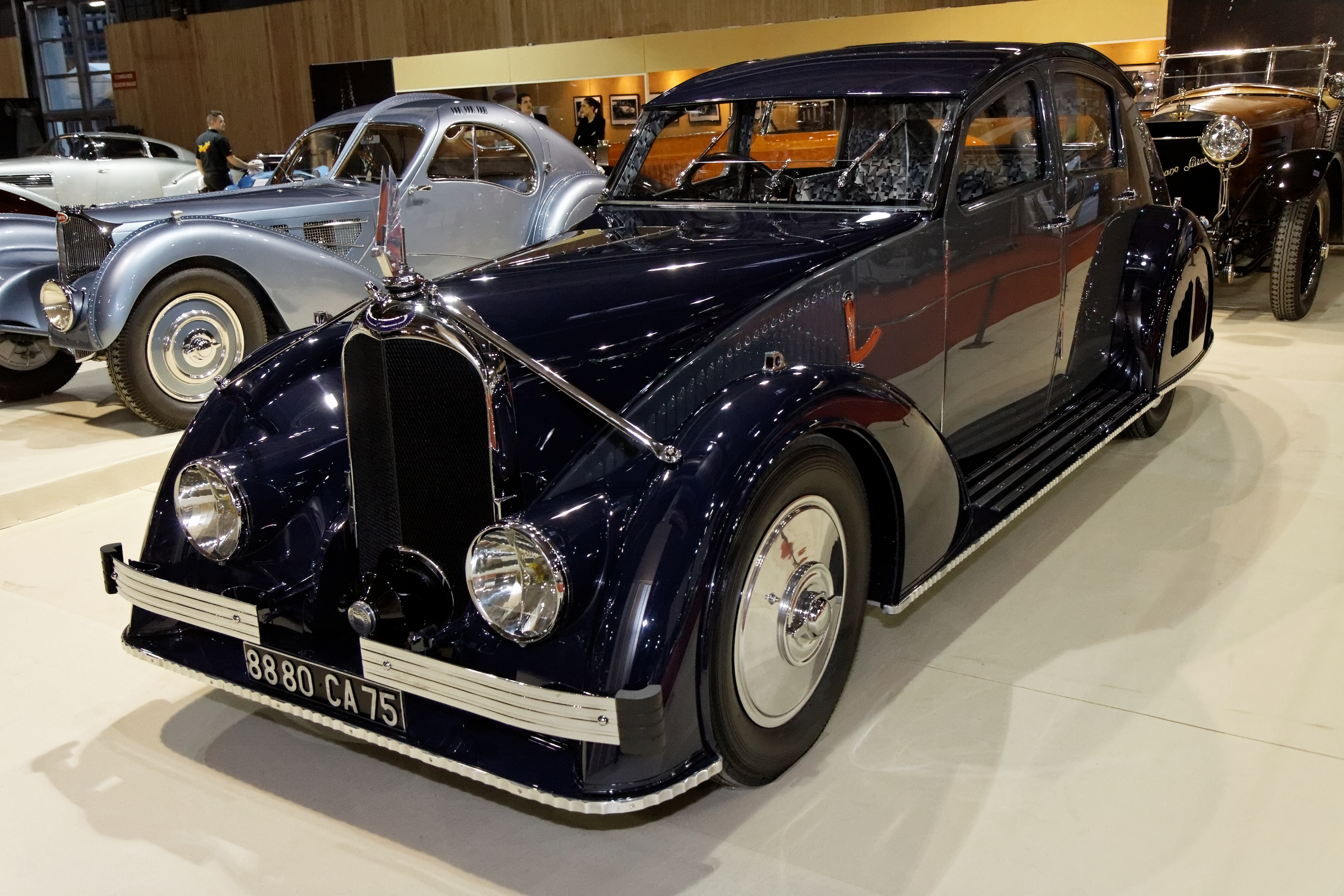
Avions Voisin C25 Aérodyne de 1934.
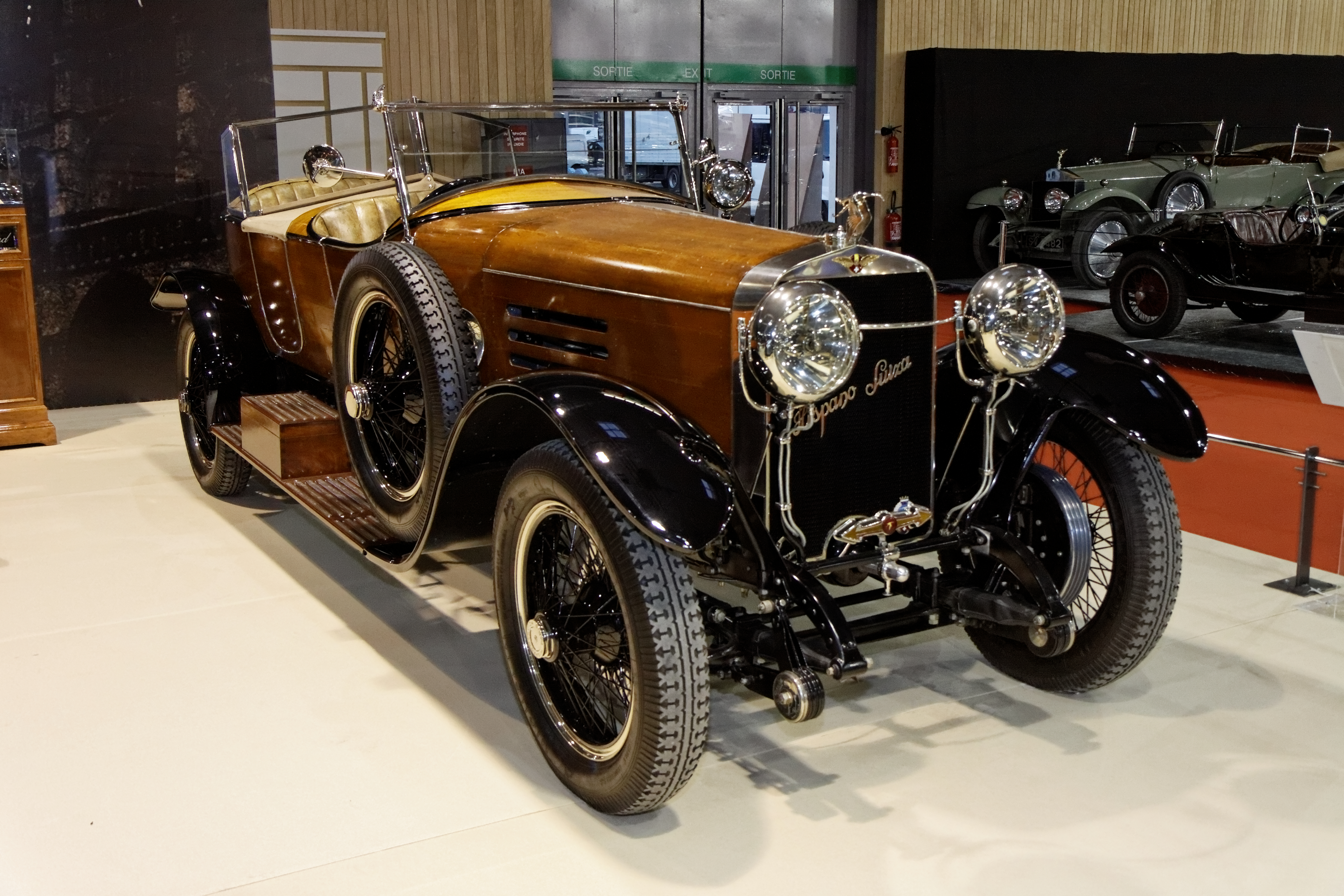
Hispano-Suiza H6 B de 1926.
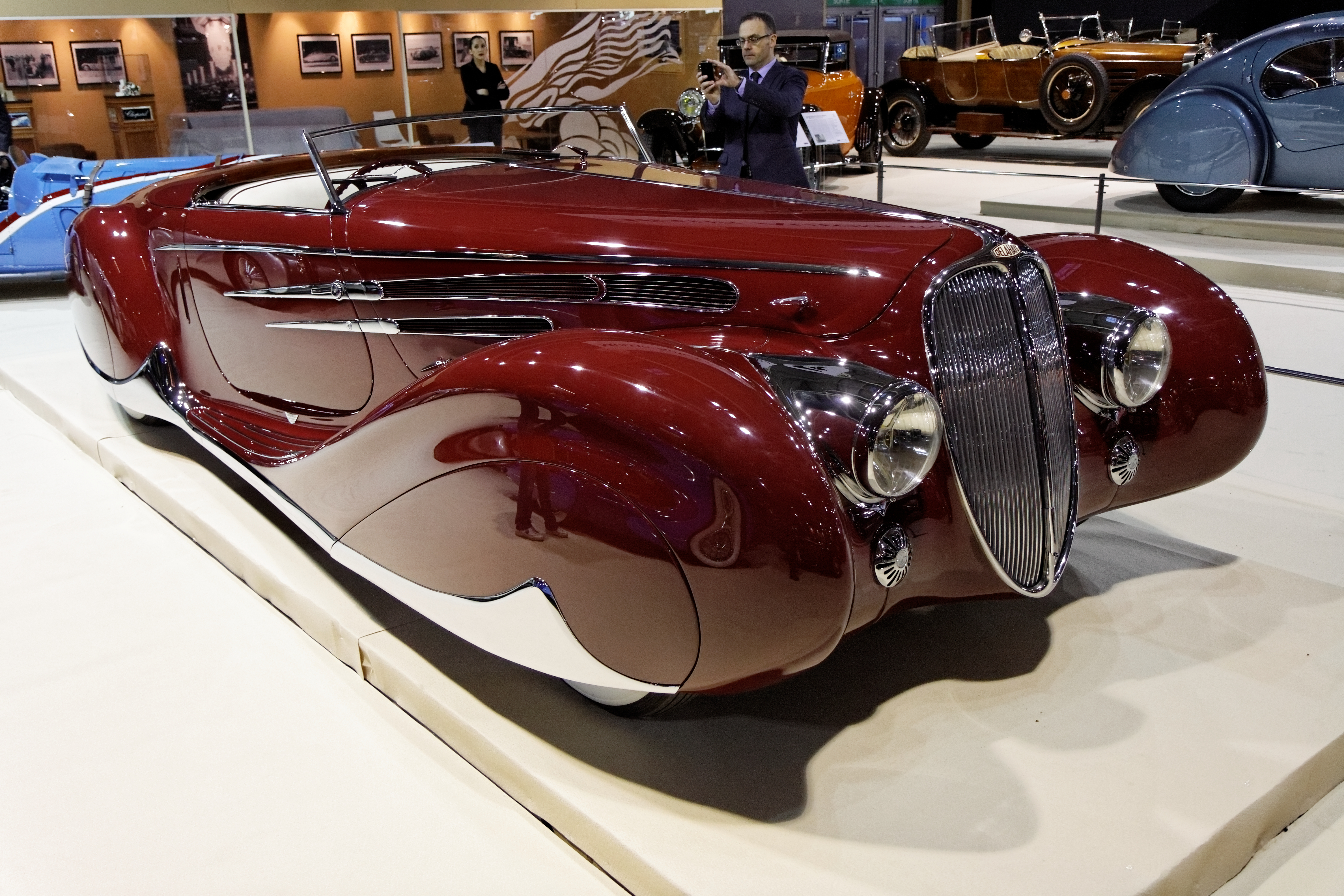
Delahaye Type 165 Figoni & Falaschi de 1938.

## Récompenses
- La Delahaye 135 M Cabriolet carrossée par Figoni & Falaschi (1937) a été récompensée du « Best of Show »[2] au Chantilly Arts & Elegance Richard Mille 2014.
- La  Voisin C-25 Aérodyne (1934) a reçu le prix du « Best of Show » au Pebble Beach Concours d'Elegance en 2011[3].